# Czarne (gromada w powiecie człuchowskim)
Czarne – dawna gromada, czyli najmniejsza jednostka podziału terytorialnego Polskiej Rzeczypospolitej Ludowej w latach 1954–1972.
Gromady, z gromadzkimi radami narodowymi (GRN) jako organami władzy najniższego stopnia na wsi, funkcjonowały od reformy reorganizującej administrację wiejską przeprowadzonej jesienią 1954 do momentu ich zniesienia z dniem 1 stycznia 1973, tym samym wypierając organizację gminną w latach 1954–1972.
Gromadę Czarne z siedzibą GRN w mieście Czarnem (nie wchodzącym w jej skład) utworzono 31 grudnia 1971 w powiecie człuchowskim w woj. koszalińskim z obszarów zniesionych gromad Sierpowo i Wyczechy (oprócz wsi Gockowo, Gockówko i Zalesie) w tymże powiecie; równocześnie do nowo utworzonej gromady Czarne włączono wieś Bińcze ze znoszonej gromady Barkowo tamże.
Gromada przetrwała do końca 1972 roku, czyli do kolejnej reformy gminnej. 1 stycznia 1973 w powiecie człuchowskim utworzono gminę Czarne.